# Schloss Brunnthal
Schloss Brunnthal war ein adeliger Sitz in der Gemeinde St. Veit im Innkreis im Bezirk Braunau.

## Geschichte
Die Geschichte dieses adeligen Ansitzes ist eng mit dem von St. Veit verbunden. Der Ort wird urkundlich im Jahre 771 als Marlupp (abgeleitet von March = Grenze) ersterwähnt. 722 wird eine Schenkung des Gaugrafen Willhelm Marlupp an das Kloster Mondsee erwähnt, 300 Jahre später eine Schenkung an das Kloster Reichersberg.
Historische Belege über den Ansitz selbst sind sehr spärlich. Der älteste Name dieses Besitzes (und somit auch des heutigen Ortes St. Veit, der erst seit 1613 so hieß) stammt von 1055, damals hieß der Besitz Isingrimesheim (Eisengratzham). Dem geächteten Pfalzgrafen Aribo (Boto) zu Isingrimesheim an der Marchluppe im Matichgau wurde wegen Majestätsbeleidigung der Besitz von Kaiser Heinrich III. genommen und dem Erzbistum Salzburg zugeschlagen.
Bis 1526 war der Ansitz im Besitz der Prunntaler (Brunnthaler), Ort und Ansitz wurde nach diesem Geschlecht benannt, wie auch auf der Radierung von Michael Wening von Schloss Wimhub zu erkennen ist. Auf diese folgten die Wimhuber, die auch im Besitz von Schloss Wimhub waren. 1574 folgten dann die Herren von Hackledt, denen Wimhub und Brunnthal bis zum 19. Jahrhundert gehörten; viele Familienmitglieder sind auch in der Kirche von St. Veit im Innkreis begraben, wo einige Grabsteine an sie erinnern.

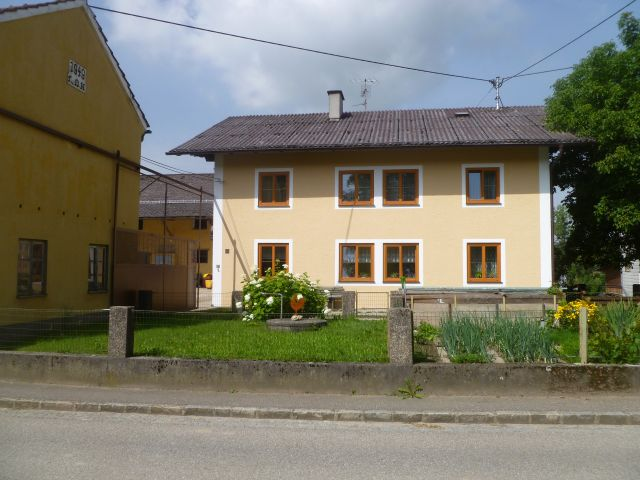
St. Veit im Innkreis Nr. 2

Bereits 1721 war der Ansitz nicht mehr bewohnt und der Grundbesitz an Bauern verpfändet. Die Gebäude sind völlig abgekommen; nach örtlicher Überlieferung stand der frühere Ansitz am Platz des heutigen Bauernhofes in St. Veit Nr. 2.